# Los Tordos Rugby Club
Los Tordos Rugby Club es una institución deportiva argentina de rugby y hockey sobre césped femenino, con sede en San Francisco del Monte, Guaymallén, provincia de Mendoza.
Como equipo de rugby es miembro de la Unión de Rugby de Cuyo.

## Historia[1]
En febrero de 1961 jugadores de Obras Sanitarias se separaron del club molestos por la poca dedicación de la institución al rugby y crearon Los Tordos Rugby Club para compensarlo.
El uniforme se inspiró en el de Curupaytí Club de Rugby y el nombre proviene en honor al fundador; el abogado Dr. Jorge O'Donnell quien se apodaba Tordo.
El hockey femenino se instituyó en 1971 y ese año ganó el primer campeonato. En 1998 se inauguró su estadio iluminado.

## Jugadores destacados
Los Tordos aportó los siguientes jugadores a los Pumas.
- Guillermo Antonini
- Miguel Bertranou (1985–2002): jugó con los Pumas de 1989 a 1993.
- Pablo Cremaschi
- Matías Brandi
- Germán Bustos
- Fernando Higgs
- Martín Grau (1991–1993): jugó en los Pumitas y en los Pumas de 1992 a 1993. Falleció con 20 años.
- Federico Genoud
- Alejandro Bär
- Gonzalo Bertranou
- Rodrigo Martínez

### Hockey
Juegan en las Leonas:
- Carolina Armani
- Florencia Saravia

 Juegan para la selección italiana:
- Ana Bertarini
- Magdalena González

## Palmarés
- Campeón del Torneo Regional del Oeste (16): 1988, 1990, 1991, 1992, 1993, 1994, 1995, 2001, 2002, 2003, 2004, 2008, 2013, 2014, 2017 y 2018.[5]

### Hockey
- Campeonas del Torneo Cuyano de 1971, 1977, 1978, 1979, 1981.